# Graissessac
Graissessac település Franciaországban, Hérault megyében. Lakosainak száma 569 fő (2022. január 1.). Graissessac Mélagues, Avène, Camplong, Saint-Étienne-Estréchoux és Saint-Gervais-sur-Mare községekkel határos.

## Népesség
A település népességének változása:
| Lakosok száma | 1510 | 924  | 687  | 685  | 698  | 660  | 654  | 608  | 585  | 569  |
|               | 1968 | 1982 | 1990 | 2006 | 2013 | 2015 | 2017 | 2019 | 2020 | 2022 |